# Lord Gore
Lord Gore fue una banda de brutal death metal de Portland, Estados Unidos. Tienen muchas influencias del Goregrind y suelen usar samples de películas de terror al principio de sus canciones, típicas del Deathgrind. 
La banda se formó en el año 1998, comenzó con los demos Dark Lords Of The Cyst y Massive Deconstructive Surgery. Luego firmaron con la disquera Razorback Records, sacando los discos Autophagus Orgy y Resickened. Aunque ha tenido varios cambios en su alineación, Gurge y SCSI fueron los dos únicos miembros originales de la banda. Gurge fue guitarrista y vocalista en los primeros demos y en la grabación de "Autophagous Orgy" junto con Nekro (segunda voz). Luego pasó a ser vocalista líder, pero luego de la salida de Nekro se dedicó como único vocalista. SCSI también cambió de instrumentos, ya que en un principio fue bajista. Luego de la partida de Hordak, se dedicó a ser exclusivamente guitarrista hasta la separación de la banda. En 2017 se vuelven a reunir y se anuncian para el Maryland Deathfest 2018.

## Miembros
- Gurge - Guitarra (1998 - 2002) Voz (1998 - 2006 ) (2017 - presente)
- Maniac Killer - Guitarra (2002 - 2006 ) (2017 - presente)
- Colon Bowel - Batería (2002 - 2006 ) (2017 - presente)
- JHD - Bajo (2002 - 2004) (2017 - presente)
- Hordak - Guitarra (1998 - 1999) (2017 - presente)

### Miembros pasados
- Nekro - Voz (1998 - 2002)
- SCSI - Bajo (1998 - 2002) Guitarra (2002 - 2006 )
- Redrum - Batería (1998 - 2002)
- Jason Voorhees - Bajo (2005 - 2006)

## Discografía

### Álbumes
- The Autophagous Orgy (2002)
- Resickened (2004)

### Demos
- Dark Lords Of The Cyst (1999)
- Massive Deconstructive Surgery (2000)